# Болгарка (село в Болгарии)
Болгарка (болг. Българка) — село в Болгарии. Находится в Силистренской области, входит в общину Силистра. Население составляет 139 человек.

## Политическая ситуация
Болгарка подчиняется непосредственно общине и не имеет своего кмета.
Кмет (мэр) общины Силистра — Иво Кирилов Андонов (инициативный комитет) по результатам выборов.